# San Juan Cotzal
San Juan Cotzal est une ville du Guatemala dans le département du Quiché.